# Kiban
Kiban est une localité et une commune rurale malienne de l'arrondissement central de Banamba, dans le cercle de Banamba, et la région de Koulikoro.

## Géographie
Kiban est une commune rurale située à 9 kilomètres à l'est de Banamba. La ville est située à environ 130 km de Bamako dont elle est à 1h30 en voiture environ.

## Population
Une population presque totalement Soninké, la majorité est Diaby[réf. nécessaire]
Cette ville est à la croisée du monde soninké et bambara, d’où l’influence de la langue bambara dans le soninké y étant parlé qui se distingue de celui des autres régions. Les 7 villages entretiennent de solides liens de fraternité les uns envers les autres et se soutiennent entre eux également. 

## Villages
La commune s'étend sur 6 localités relevées lors du recensement général de 2009. 
Les villages les plus peuplés sont :
- Kiban (8 825 habitants) ;
- Dialakoro Bambara (1 170 habitants) ;
- Mpiabougou (766 habitants).

## Chefferies traditionnelles
Les chefs du village sont les Doucouré, les Diaby et les Dramé ainsi que les Diakité.
Ces 4 clans sont les fondateurs du village dont les ancêtres sont originaires de la région de Kayes. Kiban fait partie de l’Alliance des 7 villages soninkés, aussi appelés « Débounyéri » et est une ville comprenant des madrassah et des mosquées où les enfants apprennent le Coran par cœur depuis des générations. 

## Cultes
Touba, un grand centre régional dans l’apprentissage islamique fait également partie de ces 7 villages.